# 熊野權現
熊野權現（くまのごんげん）、熊野神（くまののかみ）、熊野大神（くまののおおかみ）是熊野三山的祭神，受本地垂迹的思想影響，所以稱作權現。熊野神被各地的神社分靈，日本全國祭祀熊野神的熊野神社、十二所神社大約3千社左右。

## 緣起
熊野權現是熊野三山的祭神，特別稱主祭神家津美御子、速玉、牟須美之三神為熊野三所權現，含熊野三所權現以外的神稱作熊野十二所權現。
熊野三山是由熊野本宮大社、熊野速玉大社、熊野那智大社等三社組成，當初是個別的信仰，本宮在崇神天皇時代、速玉在景行天皇時代（《扶桑略記》）、那智在孝昭天皇時代由裸行開基（《熊野權現金剛藏王寶殿造功日記》），但是有異說。
那智和本宮、速玉性格相異，但是鎌倉時代初期成書的《熊野權現金剛藏王寶殿造功日記》中，有關於熊野十二所權現祭祀的緣起譚，可以看出在此之前已經合併祭祀本宮、速玉的祭神。如以上所述，在12世紀末之前，三山已經互相祭祀祭神，三山達到一體化。

## 熊野權現
各神社的主祭神如以下，但是也相互分靈祭神。熊野本宮大社的主祭神家都御子神（家都美御子神）是阿彌陀如來、新宮的熊野速玉大社的主祭神熊野速玉男神（速玉神）是藥師如來、熊野那智大社的主祭神熊野牟須美神（夫須美神）是千手觀音。
三山分別被視為本宮是西方極樂淨土、新宮是東方淨瑠璃淨土、那智是南方補陀落迦淨土之地。平安時代以降，熊野全體被視為淨土之地。
熊野本宮大社、熊野速玉大社祭祀以下的十二柱神。熊野那智大社以「瀧宮」（祭神大己貴命（飛瀧權現）、本地佛千手觀音）為第一殿，以下皆往後順延一殿，中四社、下四社的八神在第六殿（八社殿），合稱「十三所權現」。
| 社殿   | 社殿     | 社殿     | 社殿     | 社殿             | 祭神                                   | 本地佛             | 神像           |
| ------ | -------- | -------- | -------- | ---------------- | -------------------------------------- | ------------------ | -------------- |
| 上四社 | 三所權現 | 兩所權現 | 第一殿   | 西宮（結宮）     | 伊邪那美尊、熊野牟須美大神・事解之男神 | 千手觀音           | 女形           |
| 上四社 | 三所權現 | 兩所權現 | 第二殿   | 中宮（早玉明神） | 伊邪那岐大神、速玉之男神               | 藥師如來           | 俗形           |
| 上四社 | 三所權現 | 證証     | 第三殿   | 丞相（家津王子） | 國常立命、家津美御子大神               | 阿彌陀如來         | 法形           |
| 上四社 | 五所王子 | 五所王子 | 第四殿   | 若宮             | 天照大神（若女一王子）                 | 十一面觀音         | 女形           |
| 中四社 | 五所王子 | 五所王子 | 第五殿   | 禪兒宮           | 天忍穗耳命                             | 地藏菩薩           | 法形（或俗形） |
| 中四社 | 五所王子 | 五所王子 | 第六殿   | 聖宮             | 瓊瓊杵尊命                             | 龍樹菩薩           | 法形           |
| 中四社 | 五所王子 | 五所王子 | 第七殿   | 兒宮             | 彥火火出見尊                           | 如意輪觀音         | 法形           |
| 中四社 | 五所王子 | 五所王子 | 第八殿   | 子守宮           | 鸕鶿草葺不合命                         | 聖觀音             | 女形           |
| 下四社 | 四所明神 | 四所明神 | 第九殿   | 一萬宮、 十萬宮  | 軻遇突智命                             | 文殊菩薩、普賢菩薩 | 俗形           |
| 下四社 | 四所明神 | 四所明神 | 第十殿   | 米持金剛         | 埴山姬命                               | 毘沙門天           | 俗形           |
| 下四社 | 四所明神 | 四所明神 | 第十一殿 | 飛行夜叉         | 彌都波能賣命                           | 不動明王           | 夜叉形         |
| 下四社 | 四所明神 | 四所明神 | 第十二殿 | 勸請十五所       | 稚産靈命                               | 釋迦如來           | 俗形           |

## 關連項目
- 熊野比丘尼
- 熊野三山
- 鈴木氏
- 熊野權現緣起繪卷
- 本地垂迹

## 外部連結
- （日語）熊野本宮大社